# إبراهيم روجوفا
إبراهيم روجوفا (بالألبانية: Ibrahim Rugova) (2 ديسمبر 1944 - 21 يناير 2006)، هو سياسي ألباني مسلم، عُيِّن أول رئيس لكوسوفو، كما أنه قاد حزب الاتحاد الديمقراطي الألباني وهو حزب الأغلبية خلال حرب الألبان مع الصرب لنيل استقلال بلدهم، وهو ما حدث بعد وفاته بسنتين بعام 2008. كان يعتبر بمثابة قائد للأمة وأطلق عليه «أبا الشعب». حصل روجوفا على جائزة سخاروف لحرية الفكر من البرلمان الأوروبي سنة 1998.

## حياته العائلية
ولد روغوفا لعائلة من فرع عشيرة كالماندي الألبانية. كان جزء كبير من كوسوفو موحدًا مع ألبانيا عندما كانت تحت سيطرة إيطاليا في عهد بينيتو موسوليني منذ عام 1941، وبعدها من قبل الألمان ابتداءً من عام 1943. ثم عادت كوسوفو تحت السيطرة اليوغوسلافية قرب نهاية الحرب العالمية الثانية عندما تم تحرير المنطقة من قبل أنصار جيش التحرير اليوغوسلافي بعد تغلبه على المتعاونين الألبان. تم إعدام والد روغوفا، اليوكي روغوفا وجده روستي روغوفا في كانون الثاني عام 1945 من قبل الشيوعيين اليوغوسلاف. أنهى روغوفا دراسته الابتدائية في استوك والثانوية في بيتش وتخرج عام 1967، ثم انتقل إلى جامعة بريشتينا المنشأة حديثاً حيث كان طالبًا في كلية الفلسفة، قسم الدراسات الألبانية وشارك في احتجاجات كوسوفو في عام 1968. تخرج في عام 1971، وأعاد التسجيل كطالب أبحاث مركزًا على النظرية الأدبية. أمضى عامين (1976-1977) في المدرسة التطبيقية للدراسات أوتس قصر من جامعة باريس، حيث درس تحت رولان بارت. حصل على الدكتوراه عام 1984 بعد إلقاء أطروحته المعنونة: «الاتجاهات ومباني النقد الأدبي الألبانية 1504-1983». وكان روغوفا صحفيًا نشطاً طوال سبعينات القرن الماضي، حيث قام بتحرير الصحيفة الطلابية «العالم الجديد» ومجلة «المعرفة». وعمل أيضاً في معهد الدراسات الألبانية في بريشتينا، حتى أصبح رئيس التحرير للمنشور الدوري «البحوث الألبانية». انضم رسميًا للحزب الشيوعي اليوغوسلافي خلال هذه الفترة؛ كما هو الحال في العديد من الدول الشيوعية الأخرى، حيث كانت عضوية الحزب ضرورية لمن يريد التقدم في حياته المهنية. تمكن روغوفا من جعل لنفسه اسمًا معروفاً، ونشر عدد من الأعمال عن النظرية الأدبية، عن النقد وعن التاريخ، فضلا عن الشعر. إنتاجيته هذه جعلته عضواً بارزاً في الفكر الألباني في كوسوفو، وتم انتخابه رئيسا لاتحاد كتاب كوسوفو في عام 1988.

## الحياة السياسية

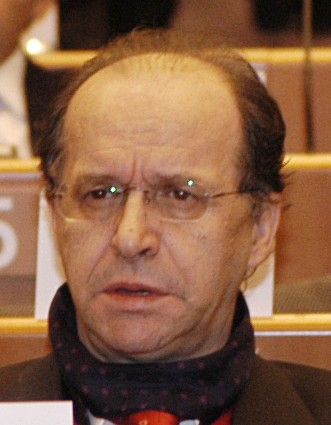
إبراهيم روجوفا

في الثمانينات من القرن العشرين تصاعدت حدة التوتر داخل كوسوفو ما بين عدم الرضا من جانب الصرب بشأن المعاملة التي يلقونها على أيدي السلطات الكوسوفية، والاستياء من هذه السلطات نفسها نحو عدم وجود صلاحيات كافية ممنوحة لهم من بلغراد عاصمة يوغوسلافيا. منذ عام 1974، لم تكن لجمهورية صربيا الاشتراكية أي سلطة محلية دستورية على كوسوفو. في عام 1989، اتخذ الرئيس الصربي سلوبودان ميلوسيفيتش تدابير فردية حطمت الحكم الذاتي لكوسوفو بالعودة بها إلى وضع ما قبل 1974. وتم فرض نظام قاس أدى إلى انتهاكات واسعة النطاق لحقوق الإنسان وقمع المعارضين. يقدر عدد ألبان كوسوفو الذين طردوا من وظائفهم بحوالي ال 130,000 ألبانياً وتم تطهير الشرطة من كامل الألبان تقريبا. كانت هناك تقارير عديدة عن الضرب والتعذيب والقتل خارج نطاق القضاء وتم جذب انتقادات شديدة من جماعات حقوق الإنسان وغيرها من البلدان.
لاقت الإجراءات التي اتخذها ميلوسيفيتش معارضة شديدة من قبل النخبة السياسية الألبانية في كوسوفو (بما في ذلك الحزب الشيوعي المحلي المجرد من السلطات)، كما لاقت معارضة من قبل السكان ذووي الأصول الألبانية وكذلك نظراء ميلوسيفيتش في الجمهوريات اليوغوسلافية الأخرى. اجتمع أعضاء المجلس المحلي المعطل لإعلان «جمهورية كوسوفو» جمهورية مستقلة التي اعترفت بها ألبانيا. ردت الحكومة الصربية المحلية باعتقال 112 من أعضاء الجمعية ال 120 وستة أعضاء من حكومة كوسوفو بتهمة «النشاط المعادي للثورة.» واعتقل أيضاً الصحفيين الذين نشروا إعلان الجمعية العامة. المثقفين في كوسوفو عارضوا التغييرات؛ روغوفا كان واحدا من 215 موقعاً على «نداء من مثقفين كوسوفو» ضد قرار ميلوسيفيتش بتغيير وضع كوسوفو. طرد فوراً من الحزب الشيوعي كرد على اتخاذه هذه المواقف.
في كانون الأول 1989، أسس روغوفا وعدد من المعارضين الرابطة الديمقراطية لكوسوفو كوسيلة لمعارضة سياسات ميلوسيفيتش. روغوفا أصبح زعيم بعد رفض رجب قوسيا الكاتب الوطني المعروف منصب رئاسة الرابطة. أصبح الحزب الجديد ناجحاً بشدة وانضم له 700,000 شخص تقريبا وهو ما يقارب عدد السكان البالغين من ألبان كوسوفو. أنشأت الرابطة الديمقراطية لكوسوفو «حكومة ظل» و«نظام اجتماعي موازي» لتوفير التعليم والخدمات الصحية للسكان الألبان التي تم استبعادها من الخدمات المقدمة من الحكومة الصربية أو قررت رفض استخدام هذه الخدمات. تأسست جمعية وطنية سرية لكوسوفو وكان بويار أوكوشا رئيسا للوزراء بالوكالة من مسافة آمنة من ألمانيا. وقد تم تمويل معظم أنشطة حكومة الظل من قبل ألبان الشتات الذين كان أكثرهم في ألمانيا والولايات المتحدة. ومع ذلك، كان الاعتراف الرسمي الوحيد لحكومة روغوفا هو من قبل حكومة ألبانيا فقط.
قاطع ألبان كوسوفو الانتخابات الصربية واليوغوسلافية على أساس أنها سوف تضفي الشرعية على حكومة ميلوسوفيتش، كما أنهم شككوا في نزاهتها. في ايار 1992، أجريت انتخابات منفصلة في كوسوفو التي فاز روغوفا فيها وبأغلبية ساحقة وانتخب رئيسا لكوسوفو. وإن كانت هناك تساؤلات حول نزاهة وملاءمة الانتخابات - التي تم إجراء معظمها سرا في منازل السكان الألبان "، وكان هناك تقارير عن مضايقات متكررة من قبل قوات أمن الدولة، وكانت هناك مزاعم بتزوير الانتخابات - وعلى الرغم من ذلك كان من المقبول بصورة عامة اعتبار روغوفا الفائز الشرعي في هذه الانتخابات.
في عام 1991 بدأت الحرب اليوغوسلافية بانفصال سلوفينيا وكرواتيا من جمهورية يوغوسلافيا الاتحادية الاشتراكية. بحلول صيف عام 1992، انغمست يوغوسلافيا في حروب شاملة في كرواتيا والبوسنة، ولم تكن لديها طاقة عسكرية فائضة للتعامل مع الصراعات في عدة أماكن في نفس الوقت. دعم روغوفا استقلال كوسوفو لكنه عارض بشدة استخدام القوة كوسيلة خوفا من حمام دم على غرار ما حصل في البوسنة. ودعا بدلاً من ذلك إلى استخدام سياسة غاندي في المقاومة السلمية، حيث قال في زيارة إلى لندن: المذبحة ليست الشكل الوحيد للنضال. لا يوجد إذلال شامل في كوسوفو. ونظمنا تعمل كدولة. فمن السهل علينا النزول إلى الشوارع والتوجه نحو الانتحار، ولكن الحكمة تكمن في تجنب الكوارث.
تعرض نشطاء وأعضاء الرابطة الديمقراطية لكوسوفو لمضايقات كبيرة و-ترهيب من قبل الحكومات الصربية واليوغوسلافية التي قالت إن حكومة الظل منظمة غير قانونية. ومع ذلك، فإنهم لم يحاولوا إغلاق ال- LDK تماما و-سمحت له بالسفر إلى الخارج. يبدو من المرجح أن ميلوسيفيتش رأى روغوفا مفيداً في تلافي انتفاضة في كوسوفو. وجدت الحكومة اليوغسلافية إنه سيكون من الصعب التعامل مع هكذا وضع بالإضافة للحروب في كرواتيا والبوسنة.
من جانبه، تمسك روغوفا بالخط المتشدد طول التسعينات، ورفض أي شكل من أشكال التفاوض مع السلطات الصربية التي لا تشمل التركيز على تحقيق الاستقلال التام لكوسوفو. في عام 1996 وصل إلى اتفاق مع صربيا على المرافق التعليمية كحل وسط، أو انتكاسة في نظر منتقديه، والتي أعلن بموجبه بأن لا يدمج التعليم الموازي مع النظام في صربيا.

### الانزلاق إلى الحرب
جذبت إستراتيجية المقاومة السلمية لروغوفا تأييداً واسع النطاق من قبل السكان الألبان في كوسوفو، الذين رأوا المجزرة التي كانت تحدث في كرواتيا والبوسنة، وكانوا قلقين من مواجهة وضع مماثل. اتفاقية دايتون لعام 1995، التي وضعت حدا لحرب البوسنة، أضعفت موقف روغوفا بشدة. فشل الاتفاقية على جعل أي ذكر لكوسوفو ولم يبذل المجتمع الدولي أية جهود جادة لحل مشاكل كوسوفو المستمرة. بدأ المتشددون بين السكان الألبان في كوسوفو القول بأن السبيل الوحيد للخروج من المأزق هو إطلاق انتفاضة مسلحة إعتقاداً منهم بأن هذا من شأنه أن يجبر العالم الخارجي على التدخل. كما انتقدوا سياسة اللاعنف لروغوفا كسبب لعدم تحقيق كوسوفو للاستقلال.
في عام 1997 ظهر جيش تحرير كوسوفو كقوة مقاتلة، وبدأت شن هجمات وحملة اغتيالات ضد المدنيين والمليشيات غير النظامية وقوات الأمن الصربية وكذلك ضد الألبان التي اعتبرتهم من «المتعاونين». كان الرد الصربي كما توقعه جيش تحرير كوسوفو، قوي وعشوائي. بحلول عام 1998، كان جيش تحرير كوسوفو قد نمى كجيش حرب عصابات، كما وصل عدد اللاجئين إلى 100,000، وأصبحت المقاطعة في حالة شبه حرب أهلية. وقد أُعيد انتخاب روغوفا رئيسا في العام نفسه وحصل على جائزة ساخاروف لحرية الفكر من قبل البرلمان الأوروبي. ومع ذلك، غطى جيش تحرير كوسوفو على كل هذا. وأبرز مثال كان في شباط 1999 عندما تم اختيار رئيس هاشم تاتشي جيش تحرير كوسوفو السياسي من قبل الجمعية الوطنية السرية لرئاسة فريق التفاوض في المناقشات في اتفاق رامبوييه.
في نهاية آذار 1999، بعد تعطل المفاوضات في رامبوييه، شنّ حلف شمال الأطلسي عملية قوة التحالف لفرض حل لحرب كوسوفو. قضى روغوفا و-عائلته الأسابيع القليلة الأولى من الحرب تحت الإقامة الجبرية، في بريشتينا. في بداية نيسان 1999، تم نقل روغوفا بقوة إلى بلغراد، حيث تم عرض اجتماع بينه وبين ميلوسيفيتش على التلفزيون الصربي يدعو إلى وضع حد للحرب.
تم السماح لروغوفا بمغادرة كوسوفو إلى المنفى في إيطاليا في أوائل أيار 1999، ولم تدم الحرب بعد ذلك كثيراً. تلقى انتقادات لبطء العودة إلى كوسوفو - حيث أنه لم يعد حتى تموز. ومع ذلك، حصل على ترحيب الأبطال وعاد إلى الحياة السياسية الجديدة تحت إدارة الأمم المتحدة في كوسوفو.

### ما بعد الحرب
على الرغم من الضرر السياسي الذي عانى منه روغوفا أثناء الحرب، إلا أنه سرعان ما استعاد مكانته وفاز بنصر حاسم ضد خصومه السياسيين في جيش تحرير كوسوفو. كان الشعب قد رحب بالحزب كمحررين ولكن نفر العديد منهم بعد ضلوعهم في الجريمة المنظمة والابتزاز والعنف ضد المعارضين السياسيين والمجموعات العرقية الأخرى في كوسوفو. عندما أجريت الانتخابات في كوسوفو في تشرين الأول 2000، فاز LDK فوزا ساحقا ب 58 ٪ من الاصوات. في يوم الاثنين، 4 آذار 2002، تم تعيين روغوفا رئيسا من قبل جمعية كوسوفو الوطنية، رغم أن هذا لم تكن إلا في المحاولة الرابعة بعد مفاوضات سياسية مطولة.
باعتباره رئيسا جديدا لكوسوفو - معترف به رسميا من قبل المجتمع الدولي - واصل روغوفا حملته من أجل استقلال كوسوفو. ومع ذلك، أصرَّ على أنه كان لا بد من تحقيقه بالوسائل السلمية وبالاتفاق مع جميع الأطراف. كذلك سعى أيضاً لعلاقات وثيقة جدا مع الولايات المتحدة والاتحاد الأوروبي. تم انتقاد منهجه التدريجي من قبل المتطرفين، لكنه سعى إلى كسب أنصار جيش تحرير كوسوفو السابق الجانبه، في تشرين الثاني 2004، عين راموش هاراديناج، القائد السابق لجيش تحرير كوسوفو، رئيسا للوزراء. في الشهر التالي، تم انتخابه رئيساً مرة أخرى من قبل جمعية كوسوفو الوطنية. ومع ذلك، بقي يواجه معارضة عنيفة. في 15 آذار 2005، تمت محاولة اغتياله عندما انفجرت قنبلة في حاوية نفايات قرب سيارته ولكنه نجا منها بدون أن يصاب بأذى.
أظهر روغوفا في عدد من الصفات خلال الفترة التي قضاها رئيساً للجمهورية. كان يمكن تحديدها بسهولة من قبل الشال الحرير الذي كان يرتديه كمعارضة للقمع في كوسوفو وكان معروفا عن عادته في إعطاء عينات الصخور إلى الزوار. وكان حجم الكريستال المهدى إلى الزوار يعكس مشاعر روغوفا حول نتائج الاجتماع، مما دفع الدبلوماسيين بعد ذلك لمقارنة حجم الصخور المقدمة لهم. كان هو أيضا مدخناً و- قد يكون هذا قد تسببت في وفاته في نهاية المطاف.
في 30 آب 2005، غادر روغوفا كوسوفو ووصلت إلى مستشفى لاندشتول العسكري الأمريكي في ألمانيا لتلقي العلاج الطبي بعد محاولات علاج سابقة في بريشتينا ومعسكر بوندستيل، القاعدة الأمريكية الرئيسية في كوسوفو. بعد أسبوع في لاندشتول عاد إلى كوسوفو. في 5 أيلول 2005، وأعلن أنه كان يعاني من سرطان الرئة، لكنه قال إنه لن يستقيل من منصب الرئاسة. خضع إلى العلاج الكيميائي، الذي أجراه أطباء الجيش الأمريكي في مقر إقامته في بريشتينا ولكن العلاج فشل في حل السرطان. توفي بعد أربعة أشهر في 21 كانون الثاني 2006. دُفن بدون شعائر دينية يوم 26 كانون الثاني في جنازة حضرها زعماء المنطقة وحشد من الناس يقدر عددهم واحد ونصف مليون نسمة.

## التحول إلى الكاثوليكية الرومانية
وقال كاهن الروم الكاثوليك الألبانية لوش غجرججي في بيان لوسائل الإعلام الإيطالية، أن إبراهيم روغوفا توفي وهو معتنق للكاثوليكية الرومانية. المعترف الشخصي لروغوفا اعترف بشكل غير مباشر أنه استلم اعتراف للرئيس السابق قبل وفاته. وأسرد غجرججي قصة اجتماع روغوفا مع الكاردينال أنجيلو سكولا البندقية.[ما هي؟]
[محل شك]
«وكان الشخص الوحيد الذي يرغب روغوفا مقابلته بسبب ضعفه كان الكاردينال أنجيلو سكولا. حاول روغوفا الوقوف والركوع أمامه لكنه لم ينجح. ثم قبل خاتمه وقال: أفعل ذلك كدليل على إخلاصي ل البابا يوحنا بولس الثاني والبابا بنديكتوس السادس عشر وأسقف كوسوفو الذي توفي قبل بضعة أيام. وتطرق كل من قبل ونحن بيانه،» قال دون غجرججي في نهاية روايته.
[محل شك]

## شهادات فخرية وجوائز
- 1995 جائزة السلام من مؤسسة بول لتزر الدنمارك.
- 1996 دكتوراه فخرية من جامعة باريس 8: فينسين - سان دوني، فرنسا.
- 1998 جائزة ساخاروف من البرلمان الأوروبي.
- 1998 جائزة هومو همني للنشاط حقوق الإنسان، الناس في حاجة.
- 1999 جائزة سلام مدينة مونستر.
- 1999 مواطن فخري في مدن البندقية، ميلانو وبريشيا (إيطاليا).
- 2000 جائزة السلام من الاتحاد الديمقراطي للكاتالونيا، برشلونة، إسبانيا.
- 2003 جائزة السيناتور الأوروبي الشرفي.
- 2004 دكتوراه فخرية من جامعة تيرانا.
- 2006 وسام العلم (بعد وفاته)، من قبل رئيس ألبانيا ألفريد مويسيو.
- 2007 أمر «بطل كوسوفو» (بعد وفاته)، من قبل رئيس كوسوفو فاتمير سيديو.

## روابط خارجية
- إبراهيم روجوفا على موقع مونزينجر (الألمانية)
- إبراهيم روجوفا على موقع إن إن دي بي (الإنجليزية)